# Mayodan
Mayodan is een plaats (town) in de Amerikaanse staat North Carolina, en valt bestuurlijk gezien onder Rockingham County.

## Demografie
Bij de volkstelling in 2000 werd het aantal inwoners vastgesteld op 2417.
In 2006 is het aantal inwoners door het United States Census Bureau geschat op 2610, een stijging van 193 (8,0%).

## Geografie
Volgens het United States Census Bureau beslaat de plaats een oppervlakte van
3,9 km², geheel bestaande uit land. Mayodan ligt op ongeveer 178 m boven zeeniveau.

## Plaatsen in de nabije omgeving
De onderstaande figuur toont nabijgelegen plaatsen in een straal van 24 km rond Mayodan.